# Hexagrammos otakii
Hexagrammos otakii är en fiskart som beskrevs av Jordan och Starks, 1895. Hexagrammos otakii ingår i släktet Hexagrammos och familjen Hexagrammidae. Inga underarter finns listade i Catalogue of Life.